# De Drie Waaien

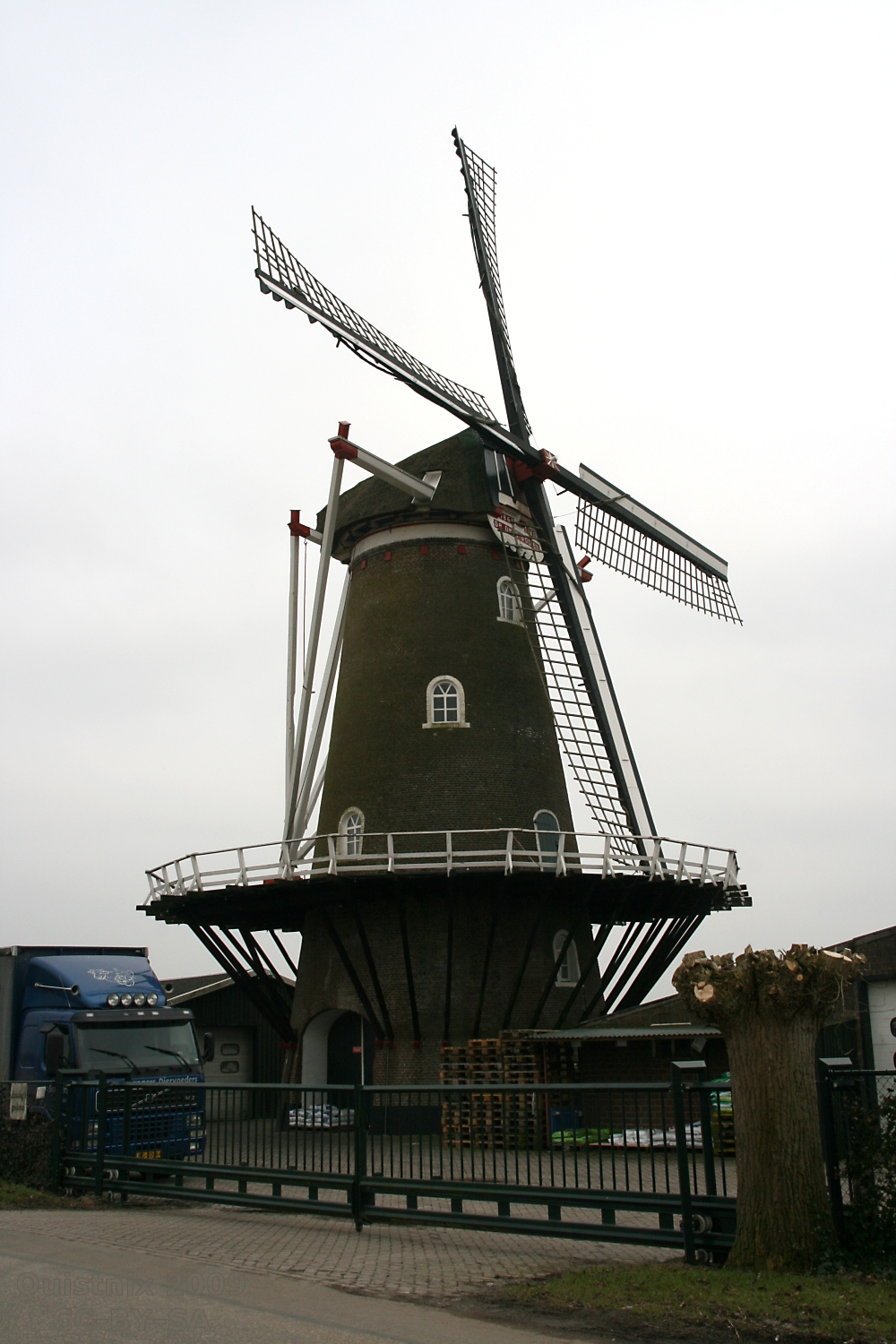
De Drie Waaien (2009)

De Drie Waaien ist eine Kornmühle in Afferden in der niederländischen Provinz Gelderland.
Die Mühle wurde 1869 errichtet und in den Jahren 1965 und 1987 von Grund auf restauriert. Die Flügel sind 22,64 Meter lang und sind in altholländischem Gitterwerk mit Seilen gefertigt. Die Einrichtung besteht aus zwei Paaren von Mahlsteinen. 
Das Gebäude befindet sich im Besitz der Gemeinde Druten und steht als Rijksmonument unter Denkmalschutz. Sie wird nur noch gelegentlich benutzt.